# Atròfia cerebral
L'atròfia cerebral és una característica comuna de moltes de les malalties que afecten el cervell. L'atròfia de qualsevol teixit significa una disminució de la mida de la cèl·lula, que es pot deure a la pèrdua progressiva de proteïnes citoplasmàtiques. En el teixit encefàlic, l'atròfia descriu la pèrdua de neurones i les connexions entre elles. L'atròfia es pot generalitzar, cosa que significa que tot l'encèfal es redueixi; o pot ser focal, afectant només una àrea limitada, produint llavors una disminució de les funcions que controla aquella àrea de l'encèfal. Si els hemisferis cerebrals (els dos lòbuls del cervell que formen el cervell) es veuen afectats, el pensament conscient i els processos voluntaris es poden veure afectats.
Un cert grau de contracció cerebral es produeix de forma natural amb l'edat. L'encèfal humà completa el creixement i aconsegueix la seva massa màxima cap als 25 anys; va perdent massa gradualment cada dècada de la vida, tot i que la taxa de pèrdua és relativament petita fins als 60 anys, quan es perd aproximadament un 0,5 a 1% del volum cerebral a l'any. Als 75 anys, el cervell és un 15% de mitjana més petit que als 25 anys. Algunes àrees del cervell, com la memòria a curt termini, es veuen afectades més que altres i els homes perden més massa cerebral que les dones.

## Causes
El patró i la velocitat de progressió de l'atròfia cerebral depenen de la malaltia implicada.

### Lesions
- Ictus, pèrdua de la funció cerebral a causa d'una interrupció sobtada del subministrament de sang al cervell
- Lesió cerebral traumàtica
- Ús de corticoesteroides (Sembla que hi ha correlacions entre el grau de dosificació amb corticoesteroides i l'atròfia cerebral)[3]
- Contaminants ambientals[4]

### Malalties i trastorns
- Demències, com:
  - Malaltia d'Alzheimer (Les ressonàncies magnètiques d'alta resolució han demostrat la progressió de l'atròfia cerebral en la malaltia d'Alzheimer)[5]
  - Demències frontotemporals (com la malaltia de Pick)
  - Demències vasculars
- La malaltia de Huntington i altres trastorns genètics que provoquen l'acumulació de nivells tòxics de proteïnes a les neurones
- Paràlisi cerebral, en què les lesions (zones danyades) poden perjudicar la coordinació motora
- Leucodistròfies, com la malaltia de Krabbe, que destrueixen la capa de mielina que protegeix els axons
- Esclerosi múltiple, que causa inflamació, danys a la mielina i lesions al teixit cerebral
- Epilèpsia, en què les lesions provoquen descàrregues electroquímiques anormals que produeixen convulsions
- Anorèxia nerviosa, bulímia nerviosa i altres trastorns alimentaris
- Desnutrició, causada per la manca o l'excés de nutrició dels aliments
- Diabetis tipus II, on el cos no utilitza correctament la insulina, cosa que provoca un elevat nivell de sucre en la sang
- Trastorn bipolar,[6] pèrdua important de teixit cerebral durant episodis maníacs; no obstant això, no es verifica si els episodis causen pèrdua de teixit cerebral o viceversa
- Esquizofrènia[7]
- Encefalomiopaties mitocondrials, com la síndrome de Kearns-Sayre, que interfereixen en les funcions bàsiques de les neurones
- Atròfia cortical posterior: a la zona més posterior del cervell hi ha l'escorça visual, la zona del cervell on es rep i processa la informació visual. Quan es produeix atròfia cortical en aquesta àrea cerebral a causa de la neurodegeneració, el primer símptoma és un deteriorament de la visió. Un deteriorament de la visió comú observat en pacients amb atròfia cortical posterior és la simultanagnosi, en què una persona no pot veure diverses ubicacions alhora ni canviar ràpidament l'atenció entre aquestes ubicacions. Quan s'observen imatges d'un cervell que pateix d'atròfia cortical posterior, es pot veure una pèrdua de volum de les vies visuals dorsal i ventral, on els estímuls visuals s'acosten a l'escorça visual i la informació integrada s'envia a altres zones del cervell. Com que aquest trastorn provoca deficiències visuals, sovint hi ha un diagnòstic perdut o retardat, ja que la suposició és que hi ha un problema als ulls quan la realitat és que el problema es troba a la part posterior del cervell.[8]
- Malalties associades a prions, un grup d'encefalopaties invariablement mortals que provoquen la mort progressiva de les neurones.

### Infeccions
Quan un agent infecciós o la seva reacció inflamatòria destrueix les neurones i els seus axons, inclouen ...
- Encefalitis, inflamació aguda
- Neurosífilis, una infecció per sífilis al sistema nerviós central
- SIDA, malaltia del sistema immunitari

### Induïda per drogues
- Alcohol (parcialment reversible)[9]
- Neurolèptics